# Ričardas Berankis
Ričardas Berankis (født 21. juni 1990 i Vilnius, Litauen) er en professionel mandlig tennisspiller fra Litauen.